# Madiswil
Madiswil là một đô thị thuộc huyện Oberaargau, bang Bern, Thụy Sĩ. Đô thị này có diện tích 23,17 km2, dân số thời điểm tháng 12 năm 2020 là 3284 người.